# Szuper protonszinkrotron
A Szuper protonszinkrotron (SPS: Super Proton Synchrotron) a CERN szinkrotron típusú részecskegyorsítója. Eredetileg 300 GeV-es protongyorsítónak építették, de az SPS valójában képes volt 400 GeV elérésére, amelyet el is ért 1976. június 17-én, amikor elindították. Ekkorra az amerikai Fermilab túlszárnyalta a május 14-én elért 500 GeV-es energiájával.

## Építése
Az SPS-t az akkori főigazgató, John Adams által vezetett csoport tervezte.[forrás?] A CERN tanácsa 1971. február 10-én kezdeményezte az SPS építését. A 7km kerületű alagút – amelyik áthalad a francia-svájci határon – fúrása 1974. július 31-én fejeződött be. Az alagút átlagos mélysége 40 m. 
A gyűrűben ma 1317 konvencionális (szobahőmérsékletű) mágnes, közöttük 744 dipólmágnes működik és tartja körpályán a részecskéket.

## Alkalmazása
Az SPS-t antiprotonok és nehézionok gyorsítására is használják vagy használták, valamint elektronok és pozitronok gyorsítására a CERN LEP nevű elektron-pozitron ütköztetőgyűrűjének előgyorsítójaként. A legkiemelkedőbb időszaka kétségtelenül az volt, amikor proton–antiproton ütköztetőgyűrűként ({\displaystyle Sp{\bar {p}}S}) működött 1981 és 1984 között, és szolgáltatta a nyalábokat az UA1 és UA2 kísérletek részére, melyekkel a W- és Z-bozonokat felfedezték, Carlo Rubbia és Simon van der Meer számára fizikai Nobel-díjat hozva 1984-ben.

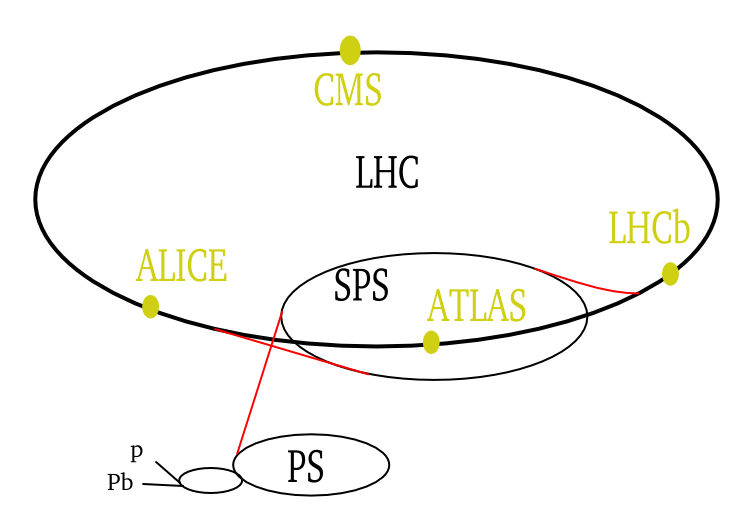
A szuper protonszinkrotron (SPS) az LHC előgyorsítójaként. Az ábrán látható az SPS előgyorsítója a protonszinkrotron (PS) is.

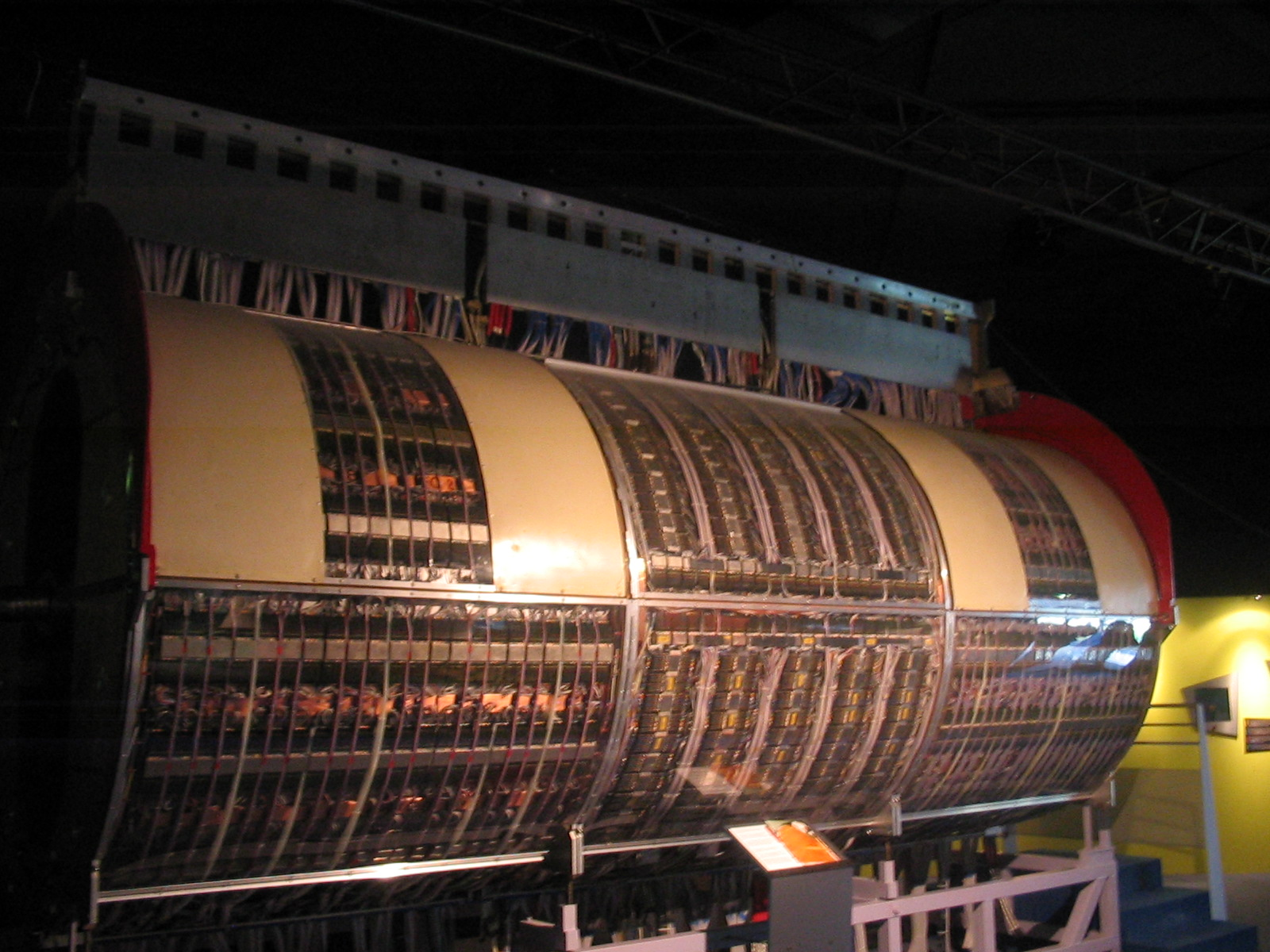
A gyenge kölcsönhatás közvetítőit felfedező UA1-kísérlet detektora

Jelenleg az SPS-t a 2007-ben üzembe lépő nagy hadronütköztető gyűrű, az LHC végső előgyorsítójaként (injektoraként) fogják használni nagy intenzitású protonnyalábok gyorsítására 26 GeV-ről 450 GeV-re. Az SPS másik feladata lesz, hogy neutrínónyalábot hozzon létre a CERN-től 730 km-re lévő, az olasz Gran Sasso hegy alatti alagútban elhelyezkedő laboratórium számára. (A neutrínók olyan gyengén hatnak kölcsön, hagy nagy részük nem fog elnyelődni a hosszú út alatt a földben.)